# تفجيرات مدينة الصدر 23 تشرين الثاني 2006
تفجيرات مدينة الصدر 2006: سلسلة من السيارات المفخخة والهجمات بقذائف المورتر على مدينة الصدر التي بدأت في 23 نوفمبر في 15:10 بتوقيت بغداد وانتهت في 15:55. أستخدمت فيه ست سيارات مفخخة وقذائف مورتر.

## النتائج
أسفرت الهجمات عن مقتل 215 شخصا على الأقل وإصابة 257 آخرين، مما يجعلها ثاني أعنف هجوم منذ بداية الحرب على العراق في عام 2003. [3] [4] [5] وفي أعقاب الهجمات، وضعت الحكومة العراقية بغداد تحت حظر التجول اعتبارا من الساعة 20:00 بتوقيت بغداد، وأوقفت مطار بغداد الدولي أمام الحركة التجارية، وأغلقت الموانئ والمطار في البصرة. رفع حظر التجول في 27 نوفمبر تشرين الثاني. [6] [7]
اطلقت بعد هذه الهجمات 10 قذائف هاون على مسجد أبو حنيفة في الاعظمية، مما أسفر عن مقتل شخص واحد واصابة سبعة [8].